# The Empire：法之帝國
《The Empire：法之帝國》，為韓國JTBC於2022年9月24日起播出的土日電視劇，由《最完美的離婚》、《靈魂維修工》的柳賢基導演與吳佳奎作家合作打造。
香港、東南亞、中東及南非等17個地區由Viu發行，作為Viu Original原創劇集于9月24日起獨家播出。臺灣由friDay影音自9月24日起每週六日晚間11點獨家與韓國同步更新。

## 演員陣容

### 主要人物
| 演員                     | 角色   | 介紹 | 粵語配音 |
| 金宣兒 （童年： 沈惠允） | 韓慧溧 | 首爾中央地方檢察廳特殊部的部長檢察官，也是世襲財富和權力的家族嫡長女。但是能力一直被外界貶低，就連用自己能力創造的成果都被講成是靠著家族的威勢才會成功。如何選擇都無法擺脫家庭束縛的她，爲了能夠擺脫這種束縛，開始處心積慮地實現自己的願望。                                                               | 馮詠恩   |
| 安在旭                   | 羅根優 | 民國大學法學院教授、韓慧溧的丈夫。畢業於首爾大學法律系，二十多歲就通過司法考試成為法官。目前在咸李律師樓擔任律師，兼法學院教授，亦是下屆總統大選熱門的候選人。無論誰看都覺得他過着完美的人生，但實際上只是長期處於低谷。在大眾面前扮演愛妻的好丈夫，私下卻與洪蘭熙偷情，不知道這種私生活的大衆還很喜歡他。 | 蔡威賢   |
| 李美淑                   | 咸光殿 | 民國大學法學院教授、韓慧溧的母親。是一個爲了維持自己的帝國，不容許任何對婚姻和家庭造成一點危害的人。特別是她有比生命更珍貴的兩個女兒，她爲了守護他們，爲了守護法律積累的銅牆鐵壁，果斷地做出了選擇。 | 陳子瑩   |
| 宋永彰                   | 韓建道 | 咸光殿的丈夫、韓慧溧的父親。雖然他是韓國頂級律師事務所「咸李」的代表律師，但他只是把法律當作賺錢手段和可以稱霸的方法的騙子。當法律被用作壓制他人的工具時勒緊了他的命脈，他將法律用於從未使用過的用途。 | 馮瀚輝   |
| 申久                     | 咸敏憲 | 韓慧溧的爺爺。大法官出身，成爲比暴君一樣的父親更可怕的暴君，奪走家人一切的他雖然擁有金錢、名譽、權力等一切，但是誰都無法相信，在極度孤獨中遇到了李愛憲，第一次感受到了愛情。 | 陳力航   |
| 吳賢慶                   | 李愛憲 | 韓慧溧的奶奶，強帛、強藝的太婆。精通英語、日語、中文三種語言，從料理到整理、按摩到盲文服務，完美的她隱藏在懷裏的刀刃，瞬間誘惑了咸敏憲的心，成功與他結婚。但是她的內心卻隱藏着不能就此停止的野心。 | 張惠雯   |

### 韓惠溧家族人物
| 演員                     | 角色   | 介紹 | 粵語配音      |
| 金正                     | 韓武溧 | 韓建道與咸光殿的次女，韓慧溧的妹妹。中央地方法院法官，州星集團的媳婦。與韓慧溧對立。                                      | 姜嘉蕾        |
| 權智宇 （童年： 金時宇） | 韓強帛 | 韓慧溧與高元京的兒子，民國大學法學院學生。擁有清晰的頭腦，秀氣的外表。 雖然因家族利益與張智怡有政治關係，但關係並不親密。 | 周倚天 童年： |
| 崔正雲                   | 韓強藝 | 韓慧溧和羅根優的女兒。 | 何凱怡        |
| 朴賢淑                   | 楊管家 | 咸敏憲家的管家。 | 曾慶珏        |
| 全英美                   | 大美子 | 咸敏憲家的廚房員工。 | 王綺婷        |
| 趙智賢                   | 小美子 | 咸敏憲家的廚房員工。 | 石梓晴        |
| 鄭智順                   | 金主廚 | 咸敏憲家的廚師。 | 陳啟熾        |

### 民國大學法學院人物
| 演員   | 角色   | 介紹 | 粵語配音 |
| 金英雄 | 黃勇智 | 法學院教授，教授刑法和刑事訴訟法。羅根優的同事，自從羅根優來到民國大學法學院後，事事與羅教授對立。 | 梁皓翔   |
| 朱世彬 | 洪蘭熙 | 羅根優的學生與小三。喜歡拿自己跟韓慧溧作比較，作風大膽。父親是一名開發者，他告訴蘭熙「真理不會變成謊言，謊言也不會變成真的。」她只知道父親錯了。作為一名工程師，夢想拯救世界和拯救人類的蘭熙在父親去世後，進入民國大學法學院。       | 石梓晴   |
| 李佳恩 | 張智怡 | 張日的獨生女兒。從小就和韓家的關係非常密切，相信自己有一天會嫁給強帛，與強帛過上幸福的婚姻生活比成為律師更加重要。 | 王綺婷   |
| 鄭在吾 | 鄭京允 | 出生於普通家庭，但他的成績卻始終名列前茅，性格開朗友善，與教授和朋友的關係都很友好。 | 鄧燦陽   |
| 房柱煥 | 柳賢   | 與生病的母親一起生活，在母親的勸說下考入民國大學法學院。進入法學院後，對自己的慾望開始變得直率。 | 黃文軒   |
| 權素怡 | 李亞貞 | 蘭熙的室友。性格膽小怕事，經常迎合別人，看別人的臉色。比起責備其他人，責備自己是最舒服的。來到法學院後認識了蘭熙，她有著與自己截然不同的個性，以自信的外表和無償給予的溫暖關懷著自己，不知不覺中，亞貞敞開了心扉，痛苦也得到了安慰。 | 張惠雯   |
| 金均河 | 尹久令 | 從小就被稱爲英才長大，但在司法考試反覆失敗後進入民國大學法學院。他有口吃的語言障礙，而且與一個年級以下的後輩們一起聽課，因敏感的品德和無法捉摸的陰鬱感，被其他學生視爲異類。                                                         | 高瀚章   |

### 檢察廳相關人物
| 演員   | 角色   | 介紹 | 粵語配音 |
| 李文植 | 張日   | 首爾中央地方檢察廳檢察長。現在他所坐的位置是實力和運氣，這對他來說還不夠。                                                   | 陳啟熾   |
| 金炯默 | 高元京 | 首爾中央地方檢察廳反腐敗調查部的部長檢察官。韓慧溧的前夫，韓強帛的生父。                                                     | 陳力航   |
| 韓俊宇 | 吳成賢 | 首爾中央地方檢察廳反腐敗調查部檢察官。韓慧溧的後輩，雖然不相信神，但像鐵律一般的信任著韓慧溧，若她進到火坑裡也會跟著跳進去。 | 梁皓翔   |
| 權五京 |        | 首爾中央地方檢察廳檢察事務官。                                                                                               | 鄧燦陽   |

### 警署相關人物
| 演員   | 角色                           | 介紹 | 粵語配音 |
| 朴真宇 | 池久源                         | 雖然夢想著成為正義的警察，但是作爲被檢察機關調查指示下的刑警，感受到了與現實之間的隔閡。雖然每件事情都與檢察機關針鋒相對，反覆被降職，但再次回到首爾燃燒意志。 | 郭湛深   |
| 禹志賢 | 王宗進 （香港Now譯名為王眾晉） | 由祖父母撫養長大，在首爾生活了10多年，卻擁有一口流利的全羅方言。池久源的靈魂拍檔。                                                                             | 黃文軒   |
| 林世美 | 尹恩美                         | SBC電視台記者。與成賢、眾晉、久源相熟，經常跑去警署。擁有美麗的外貌，親切的性格，雖然有時會越過危險的界線，但也有不可動搖的信念。                              | 何凱怡   |

### 特別演出
| 演員   | 角色   | 介紹                                                                       | 出場集數 | 粵語配音 |
| 高健漢 |        | 主持羅根優新書發佈會的星級主持。                                           | 1        | 梁皓翔   |
| 潘曉靜 |        | 咸敏憲爸爸的私生女，咸敏憲沒有血緣關係的姐姐、咸光殿的姑媽、韓慧溧的姑婆。 | 1、9、15 | 王綺婷   |
| 金學善 |        | 洪蘭熙的爸爸。                                                             | 8        |          |
| 南明烈 | 柳藝厚 |                                                                            | 8        |          |
| 黃正珉 |        | 囚犯。                                                                     | 9        |          |
| 徐宜淑 |        | 張日的太太。                                                               | 10-11    |          |
| 金秉基 |        | 牧師。                                                                     | 13       |          |

### 其他人物
| 演員   | 角色        | 介紹                                                     | 粵語配音 |
| 金元海 | 海豚/池準基 | 被拘捕前是聖誕基金的會長，被認為是聖誕基金的真正擁有者。 | 陳啟熾   |
| 太仁鎬 | 南秀赫      | 「咸李」律師樓的律師。建道的得力助手。                   | 周倚天   |
| 崔政宇 | 安首席      | 青瓦台民政首席官。                                       | 何家裕   |
| 朴哲浩 | 尹局長      | MBS電視台主持人兼新聞部局長，曾擔任記者。                | 郭湛深   |
|        |             | 拍攝韓惠溧、羅根優真人騷節目的導演。                     | 陳啟熾   |
|        |             | 韓惠溧、羅根優真人騷節目拍攝現場的場記。                 | 陳子瑩   |
| 高京萬 |             | 警署裡說謊的疑犯。                                       | 梁皓翔   |
|        |             | 惠溧出席音樂會時採訪的記者。                             | 張惠雯   |
|        |             | 惠溧出席音樂會時採訪的記者。                             | 何凱怡   |
|        |             | 惠溧出席音樂會時採訪的記者。                             | 高瀚章   |
|        |             | 在惠溧被傳成為總統候選人後採訪的記者。                   | 王綺婷   |
|        |             | 在惠溧被傳成為總統候選人後採訪的記者。                   | 張惠雯   |
|        |             | 在惠溧被傳成為總統候選人後採訪的記者。                   | 高瀚章   |
|        |             | 在惠溧與根優同為總統候選人後採訪的記者。                 | 石梓晴   |
|        |             | 在惠溧與根優同為總統候選人後採訪的記者。                 | 張惠雯   |
|        |             | 在惠溧與根優同為總統候選人後採訪的記者。                 | 何家裕   |
|        |             | SBC採訪恩美的新聞主播。                                  | 王綺婷   |
| 金知秀 |             | 李愛憲經常去的珠寶店員工。                               | 王綺婷   |
|        |             | 受李愛憲指示跟蹤A的人。                                  | 楊耀泰   |
| 朴勝泰 |             | 不識字的原告。                                           | 曾慶珏   |
| 閔應植 |             | 韓武溧的丈夫，洲星集團CEO。                              | 周倚天   |
|        |             | 被韓慧溧調查的公司社長。                                 | 鄧燦陽   |
| 郭勝南 |             | 情報科人員，以前是警察，與久源熟識。                     | 高瀚章   |
|        |             | 圍著安首席採訪的記者。                                   | 高瀚章   |
|        |             | 張惠雯                                                   |          |
|        |             | 何家裕                                                   |          |

## 記事
- 劇中洪南熙一角原定由琴世祿出演，然而她因個人因素和檔期問題退出，最終由朱世彬（朝鲜语：주세빈）接替出演。[5][6]

## 收視率
| 季數 | 季數 | 每季集數 | 每季集數 | 每季集數 | 每季集數 | 每季集數 | 每季集數 | 每季集數 | 每季集數 | 每季集數 | 每季集數 | 每季集數 | 每季集數 | 每季集數 | 每季集數 | 每季集數 | 每季集數 |
| 季數 | 季數 | 1        | 2        | 3        | 4        | 5        | 6        | 7        | 8        | 9        | 10       | 11       | 12       | 13       | 14       | 15       | 16       |
| ---- | ---- | -------- | -------- | -------- | -------- | -------- | -------- | -------- | -------- | -------- | -------- | -------- | -------- | -------- | -------- | -------- | -------- |
|      | 1    | 564      | 650      | 413      | 775      | 497      | 849      | 395      | 655      | 待定     | 待定     | 待定     | 待定     | 待定     | 待定     | 待定     | 待定     |

| 集數       | 播出日期   | 尼爾森收視率     | 尼爾森收視率   |
| 集數       | 播出日期   | 大韓民國（全國） | 首爾（首都圈） |
| ---------- | ---------- | ---------------- | -------------- |
| 1          | 2022/09/24 | 2.399%           | 2.542%         |
| 2          | 2022/09/25 | 3.003%           | 3.401%         |
| 3          | 2022/10/01 | 1.885%           | 2.042%         |
| 4          | 2022/10/02 | 3.414%           | 3.150%         |
| 5          | 2022/10/08 | 2.120%           | 2.195%         |
| 6          | 2022/10/09 | 3.883%           | 3.859%         |
| 7          | 2022/10/15 | 2.146%           | 1.803%         |
| 8          | 2022/10/16 | 2.917%           | 2.750%         |
| 9          | 2022/10/22 | 1.695%           | 1.562%         |
| 10         | 2022/10/23 | 3.062%           | 2.757%         |
| 11         | 2022/10/29 | 1.844%           |                |
| 12         | 2022/11/05 | 1.573%           |                |
| 13         | 2022/11/06 | 2.844%           | 2.702%         |
| 14         | 2022/11/12 | 2.115%           |                |
| 15         | 2022/11/13 | 2.811%           | 2.445%         |
| 16         | 2022/11/13 | 4.036%           | 3.725%         |
| 平均收視率 | 平均收視率 | 2.609%           | －             |

- 收視最低的集數以藍色表示，收視最高的集數以紅色表示，而空格則表示該集的收視沒有相關數據。

## 外部連結
- 韓國JTBC官方網站
- 臺灣東森電視官方網站（繁體中文）
- Daum上《The Empire：法之帝國》的資料

| JTBC 土日劇                                | JTBC 土日劇                                                    | JTBC 土日劇 |
| ------------------------------------------ | -------------------------------------------------------------- | ----------- |
|                                            | The Empire：法之帝國 （2022年9月24日－2022年11月13日）         |             |
| 模範刑警2 （2022年7月30日－2022年9月18日） | 金土日連續劇 財閥家的小兒子 （2022年11月18日－2022年12月30日） |             |

| 香港 Viu 星期一至五 21:00 - 22:00               | 香港 Viu 星期一至五 21:00 - 22:00                     | 香港 Viu 星期一至五 21:00 - 22:00 |
| ----------------------------------------------- | ----------------------------------------------------- | --------------------------------- |
|                                                 | The Empire：法之帝國 （2023年6月23日－2023年7月24日） |                                   |
| 精神教練諸葛吉 （2023年5月23日－2023年6月22日） | 夏日大罷工 （2023年7月25日－2023年8月10日）           |                                   |

| 臺灣 東森戲劇台 每週六 22:00 - 00:00                                                   | 臺灣 東森戲劇台 每週六 22:00 - 00:00     | 臺灣 東森戲劇台 每週六 22:00 - 00:00 |
| -------------------------------------------------------------------------------------- | ---------------------------------------- | ------------------------------------ |
|                                                                                        | The Empire：法之帝國 （2024年5月18日－） |                                      |
| 幸福 （2023年2月11日－2023年4月8日）出發吧！吉力馬札羅 （2023年9月日－2023年11月18日） | —                                        |                                      |